# توزیع پواسون مرکب
در نظریه احتمالات توزیع پواسون مرکب (به انگلیسی: Compound Poisson distribution) به تابع توزیع مجموع تعدادی متغیر تصادفی مستقل و هم توزیع گفته می‌شود که تعداد آنها خود متغیر تصادفی با توزیع پواسون است.

## تعریف
فرض کنیم
{\displaystyle N\sim \operatorname {Poisson} (\lambda ),}
در اینصورت توزیع {\displaystyle N} متغیر تصادفی دارای توزیع پواسون با پارامتر λ که دارای توزیع IID هستند مشروط بر تعداد متغیرها عبارت است از
{\displaystyle Y|N=\sum _{n=1}^{N}X_{n}}
می‌توان توزیع حاشیه‌ای {\displaystyle X} را با انتگرال‌گیری (به انگلیسی: marginalizing) نسبت به N به‌دست آورد.